# Фонсдорф
Фонсдорф (нім. Fohnsdorf) — громада  (нім. Gemeinde)  в Австрії, у федеральній землі Нижня Австрія.
Входить до складу округу Мурталь. Населення становить 7742 особи (станом на 31 грудня 2015 року). Займає площу 54 км². Перша згадка — у 1114 (як FANESTORF). У 1252 згадано замок з 4 або 5 вежами, від якого залишилися лише руїни. Архідієцезія Зальцбурга керувала містом з 9-го століття та до 1805 року (Пресбурзький мир).

## Населення
Джерело: Statistik Austria